# Charles Vaillant
Pour les articles homonymes, voir Vaillant.
 (mars 2024).
Si vous disposez d'ouvrages ou d'articles de référence ou si vous connaissez des sites web de qualité traitant du thème abordé ici, merci de compléter l'article en donnant les références utiles à sa vérifiabilité et en les liant à la section « Notes et références ».
Charles Vaillant, né le 6 août 1872 à Paris 16e et mort le 4 décembre 1939 à Paris 4e, fut un pionnier de la radiologie française.

## Biographie
- 6 août 1872 Paris : naissance de Charles Jules Vaillant[1]
- 1896 : création du laboratoire de "La médecine moderne", 106, boulevard Saint-Germain à Paris
- 14 mai 1897 : création du laboratoire de la clinique Baudelocque à Paris
- 1900 : création du laboratoire de l’hôpital Lariboisière à Paris, fondé par ses seuls moyens
- Mars 1900 : présentation d'un cliché radiographique : corps entier d'une femme : cliché obtenu en une seule pose sur une plaque unique (1,70 m x 0,50 m)
- 1905 : création du laboratoire à la Maison municipale de santé- Maison Dubois- Paris
- 1906 : amputation de l'index droit (radiodermite)
- 1912 à 1919 : conseiller municipal de Chalifert
- 1919 : subit six interventions chirurgicale au bras gauche (radiodermite)
- 1920 : désarticulation de l'épaule gauche (radiodermite)
- 11 août 1935 : admis à l'Institution nationale des Invalides
- 4 décembre 1939 : Paris, décès à l'Hôpital des Invalides

## Travaux scientifiques
Le 8 novembre 1895, un professeur d'université allemand, Wilhelm Röntgen, met en évidence un nouveau type de rayon cathodique qui permet « de rendre transparents à nos yeux et à la plaque photographique des corps jusque-là considérés comme parfaitement opaque ». La radiographie vient de naître. Physiciens, expérimentateurs, médecins vont développer cette nouvelle technique de diagnostic, souvent au péril de leur vie. Charles Vaillant, inhumé au cimetière de Chalifert, fut de ceux-là. Sur sa tombe, une plaque porte cette épitaphe « VICTIME DE LA SCIENCE ».
La relation de la communication de Röntgen à la Société des sciences physiques et médicales de Wurtzbourg suscite une vive curiosité de la part du grand public. Le monde médical, plus réservé dans sa majorité, ne perçoit pas tout de suite les applications que cette découverte peut apporter aux sciences médicales. Pour les physiciens, les expérimentateurs, dont Charles Vaillant, ce n'est que par la suite naturelle des recherches de Hittford, William Crookes, Hertz et Philipp Lenard. Ceux qui possèdent un matériel semblable à celui décrit dans le mémoire de Röntgen ne manquent pas de répéter ces expériences. Charles Vaillant, tout juste âgé de 24 ans, crée à Paris un laboratoire privé de radiographie au no 106 du boulevard Saint-Germain, dans les locaux du journal la Médecine Moderne. Installé dans la salle des dépêches, l'équipement, bien que rudimentaire, permet de mettre en œuvre des travaux expérimentaux sur l'étude des rayons X et de réaliser les premières applications de cette nouvelle technique au diagnostic médical ou chirurgical. Réservé à l'origine aux clients du journal, le laboratoire ne tarde pas à être sollicité par plusieurs hôpitaux civils parisiens et par l'hôpital militaire du Val-de-Grâce.
Paul Strauss, conseiller municipal de Paris, et le docteur Émile Dubois suivent pas à pas ses tentatives inaugurales et ses travaux. Convaincus que cette découverte et ses applications médicales vont permettre des victoires éclatantes dans la prévention, le diagnostic et la thérapeutique des maladies, ils déposent auprès du conseil municipal de Paris le projet de Charles Vaillant de créer un laboratoire central à l'usage des hôpitaux. En novembre, le directeur de l'Assistance publique répond : Le Conseil de surveillance adoptant les conclusions de sa sous-commission présidée par M. le professeur Brouardel émit l'avis qu'il n'y avait pas lieu quant à présent, de créer un service central, attendu qu'en raison des progrès incessants réalisés dans cette nouvelle branche de la science, une installation organisée prématurément risquerait d'être hors d'usage à très bref délai.
Charles Vaillant apprend parallèlement qu'à la clinique Baudelocque le docteur Pinard va présenter des travaux au Congrès d'obstétrique de Moscou. Après un entretien, Pinard charge Vaillant de lui préparer l'illustration radiographique de sa communication. Vaillant s'installe alors dans le pavillon Tarnier de la clinique Baudelocque. Trois pièces et deux grands balcons vitrés composent le laboratoire. Les docteurs Pinard et Varnier prennent en charge la mise en place des équipements. Dans la première pièce, salle d'opérations radioscopies et radiographiques, sont installés les appareils : bobine de Ruhmkorff, interrupteur, écran, tube de Crookes. Un banc de massage pour coucher les malades et une table pour les examens des membres terminent l'installation. Les deux autres pièces servent aux manipulations photographiques et aux archives. Les balcons vitrés permettent d'exécuter des prises de vue photographiques et le tirage des épreuves. L'achat des matériels s'effectue sur les ressources de la clinique. La vapeur de la chaudière prévue pour le service d'étuvage de l'établissement fournit, après transformation, et d'une manière économique l'électricité nécessaire au fonctionnement des instruments. Le 14 mai 1897 le laboratoire est opérationnel.
Comme les docteurs Pinard et Varnier sont spécialisés en obstétrique, le chef de laboratoire Vaillant effectue essentiellement des travaux sur l'étude du bassin chez la femme. En trois années d'exercice à Baudelocque, il constitue une collection de près de six cents clichés. Le laboratoire reçoit aussi les malades que lui adressent plusieurs hôpitaux parisiens, en particulier Trousseau et la maternité. Professeurs, médecins, savants, français et étrangers viennent à la clinique pour voir et étudier cette nouvelle technique.
En 1899, Charles Vaillant dresse un premier bilan de son activité. Il énumère au clichés près le nombre des examens pratiqués pour la clinique et pour les services extérieurs (près de 1 400) et insiste sur le fait qu'il ne viendrait plus à aucun homme de science l'idée de contester l'utilité des rayons X dans la plupart des cas qui se présentent journellement dans la pratique médicale. Mais il s'attache plus particulièrement, à l'attention du conseil municipal de Paris, à démontrer que la création d'un laboratoire est une entreprise économique viable. Cette même année, le conseil municipal vote une subvention à chacun des trois laboratoires principaux qui fonctionnent déjà dans les établissements de l'Assistance publique : Salpétrière, Necker, Baudelocque. En 1900, à la suite d'un différend concernant l'utilisation de la subvention, il quitte Baudelocque.
Quelques mois plus tard, sollicité par plusieurs chefs de services, il s'installe avec son propre matériel à l'hôpital Lariboisière. Un laboratoire de fortune dans un local de six mètres carrés. Le soir après les radiographies de la journée, il emporte son matériel chez lui pour ses examens personnels. Il présente ses travaux à l'Exposition universelle de 1900 : des plaques radiographiques de 1,70 m de haut représentant des sujets grandeur nature.
Charles Vaillant a été :
- Expert auprès du tribunal de la Seine.
- Membre de la commission des laboratoires des hôpitaux.
- Membre de la commission tripartite des soins médicaux aux blessés de la guerre.
- Membre de la commission d'Hygiène industrielle.

## L'œuvre destructrice de la radiodermite

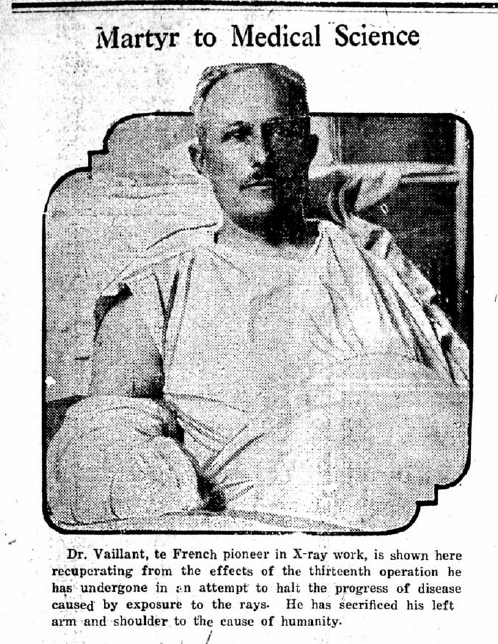
Photographie de Charles Vaillant alité, publiée dans un journal américain.

Dès le début, les accidents radiographiques apparaissent. Les patients soumis à des longues expositions aux rayons X sont parfois victimes de brûlures superficielles (en 1897, un cliché de bassin nécessitait trente à quarante minutes d'exposition !). Mais les examens terminés, quelques semaines après, l'épiderme se reconstitue. Les opérateurs occupés chaque jour aux réglages des tubes radiogènes ne se préoccupent pas immédiatement des conséquences graves auxquelles ils s'exposent. Ainsi, beaucoup de praticiens, victimes de radiodermite voient leur épiderme se fendiller, leurs ongles tomber, des ulcérations se former. Charles Vaillant est amputé de l'index droit en 1906. En 1910, il perd l'index gauche. À Lariboisière, la situation du laboratoire s'améliore. Bien qu'insuffisante, la subvention que reçoit Charles Vaillant lui permet de faire fonctionner deux installations. En effet, il est devenu chef de service de radiographie de Lariboisière et de la Maison municipale de Santé. Il a également été nommé expert près du Tribunal civil de la Seine.

La radiodermite continue son œuvre destructrice. En 1915, c'est la main gauche tout entière que l'on ampute à Charles Vaillant. On le presse d'abandonner son laboratoire. Mais c'est la guerre et tout son personnel est mobilisé. Alors il faut tenir. Secondé par sa fille Simone-Charlotte, il va accomplir pendant cette sombre période une tâche bien difficile. En 1919, son état de santé s'aggrave. Il subit six interventions au bras gauche. L'année suivante, c'est l'épaule tout entière qui doit être désarticulée. Le 31 décembre, après vingt-cinq ans de services, il est admis à faire valoir ses droits à la retraite. Il a quarante-huit ans. Il quitte avec un profond regret son laboratoire : 

« où je disposais encore de tant d'éléments de travaux, de tant d'éléments de documentation et d'enseignements susceptibles d'aider à l'éducation des jeunes opérateurs »

Il revient cependant à Lariboisière en août 1921 pour recevoir une décoration dans une des salles du service de chirurgie, en présence du seul personnel médical, internes et infirmières du service. En quelques mots, le docteur Cuéno rappelle la carrière brillante de ce pionnier de la radiographie. Il évoque aussi le courage de cet homme brisé dans sa chair, puis il fixe à sa boutonnière la rosette d'officier de la Légion d'honneur (il fut promu le 13 juillet. Il avait été nommé au grade de chevalier le 27 mars 1916).
Le 2 décembre 1922, Charles Vaillant est à nouveau à Lariboisière, mais cette fois pour une raison plus grave : nouvelle et treizième opération. Les terribles brûlures provoquées par la radiodermite nécessitent l'amputation de l'avant-bras droit.
Quelques semaines plus tard une réception solennelle attend Charles Vaillant à l'hôtel de ville de Paris. En présence de personnalités nationales, parisiennes, de l'ambassadeur des États-Unis et des représentants de l'ensemble du corps médical, il reçoit plusieurs décorations le 19 février 1923 : la médaille d'or de la Ville de Paris qui associe les familles d'autres radiologues morts victimes de la Science, Leray et Infront, la médaille d'or de la fondation Carnégie (branche française du Hero Fund américain qui récompense les actes d'héroïsme) ainsi que la cravate de commandeur de la Légion d'honneur.
Sur la médaille de la ville de Paris sont gravés ces mots :

« A CHARLES VAILLANT - RADIOGRAPHE DES HOPITAUX - PARIS RECONNAISSANT - 19 FEVRIER 1923 »

À l'aide d'un avant bras articulé - don d'un mutilé - Charles Vaillant peut apposer sa signature sur le livre d'or de la Ville de Paris.
S'il est contraint de quitter la radiographie, Charles Vaillant n'abandonne pas cependant la profession. Si sa situation matérielle n'est plus précaire, il pense à celle des radiographes, médecins, opérateurs, physiciens, constructeurs, tous ces mutilés de la science qui travaillent humblement dans la souffrance physique ou meurent dans l'indifférence et l'oubli. Il les recherche à travers la France et propose des dossiers au gouvernement afin qu'ils soient récompensés et surtout sortis de leur misère.

## Récompenses et hommages
Le 14 juillet 1934, il est élevé à la dignité de grand officier de la Légion d'honneur. Le 23 février de l'année suivante le gouverneur des Invalides, le général Mariaux, lui remet la décoration lors d'une prise d'armes, dans la cour des Invalides. En mai, son épouse meurt. Les seuls soins d'une infirmière ne suffisent pas. Il lui faut un asile. Il obtient une minuscule chambre aux Invalides, par décret du 11 août 1935 du Ministère des pensions - institution nationale des Invalides. Ainsi, il va vivre ses dernières années en partageant son temps entre les Invalides et une maison familiale à Chalifert.
C'est dans ce petit village de Seine-et-Marne que sa fille épouse le 30 août 1937 un cultivateur originaire de la commune. Charles Vaillant n'assiste pas à la cérémonie, car il est hospitalisé pour subir une nouvelle opération chirurgicale, à l'abdomen cette fois. Deux ans plus tard, les rayons X ont raison de cet aventurier de la radiographie. 
Il meurt à l'hôpital de l'Hôtel-Dieu à Paris, le 4 décembre 1939. Son corps est transporté à Chalifert et inhumé dans le cimetière communal.

## Honneurs posthumes
Dans sa séance du 9 décembre, le conseil municipal de Chalifert rend un hommage au radiologue, et décide à l'unanimité que la place située devant la mairie et l'église portera le nom de place Charles-Vaillant à partir de ce jour. Des plaques portant l'inscription suivante seront apposées dès que les circonstances le permettront. Place Charles Vaillant, radiologue avec les dates de sa naissance et de son décès.
Les circonstances vont durer plusieurs années, et à la Libération les préoccupations de la municipalité seront ailleurs. Ce n'est qu'en 1963 que le conseil municipal reparle de dénommer une voie du village, Charles Vaillant. Le 23 février, le maire, Cocteau, soumet à l'assemblée réunie un rapport concernant en particulier de nouveaux noms de rue. L'ancienne rue Saint-Jacques deviendra la rue Charles-Vaillant en hommage au grand radiologue. D'autre part, Mme Vaillant épouse Guillot, sa fille et M. Guillot Marcel, conseiller municipal, son gendre ont exprimé le désir de léguer à la commune leur maison et les biens ayant appartenu au docteur Vaillant pour y faire un musée. Le conseil municipal accepte le rapport présenté par monsieur le maire, remercie chaleureusement Mme et M. Guillot de leur projet, demande que chaque propriétaire et locataire soit informé de leur numéro d'immeuble par le garde champêtre, leur signature consignée sur un cahier, et que la pose des plaques de rues se fasse lors de la prochaine cérémonie et après l'approbation de monsieur le sous-préfet de Meaux.
Le legs promis n'aura aucune suite. De nos jours, seule la rue Charles-Vaillant rappelle les courts séjours du radiologue à Chalifert et son inhumation dans le cimetière communal.
Du vivant de Charles Vaillant, une proposition d'un membre du conseil municipal de Paris, datée du 20 juillet 1935, suggérait que son nom soit donné à une rue de la capitale. Le 22 octobre suivant, le Directeur du Plan de Paris répondait : qu’une avenue Édouard-Vaillant existe déjà dans le 16e arrondissement et que, pour éviter toute confusion pouvant gêner le fonctionnement des services publics, il serait souhaitable de trouver pour le radiologue Charles Vaillant un square ou bien une place sur laquelle il n'y aurait pas d'entrée d'immeubles. Aussi l'année suivante le 23 décembre dans sa délibération le conseil adopte : le nom du radiologue Charles Vaillant sera attribué au square en cours d'aménagement dans le quartier de la gare sur un des terrains libérés par la démolition de l'ancienne usine à gaz, dite d'Ivry, en bordure de l’avenue de Choisy. La décision a-t-elle été suivie d'effet ? Aujourd'hui, aucune voie parisienne ne porte le nom de Charles Vaillant.
Cependant, dans quelques communes, essentiellement de l'est de la région parisienne, le nom de Charles Vaillant figure dans la liste des rues. De manière non exhaustive, on peut citer, outre Chalifert : Aulnay-sous-Bois, Arnouville-les Gonesse et son lycée professionnel Charles-Vaillant, Ermont, Lagny-sur-Marne, Livry-Gargan, Meru, Montgeron, Roissy-en-Brie, Sèvres, Tremblay-en-France, Villeparisis, Saint-Cyr-l'École, Domont où la rue d'ailleurs porte son nom entier à l'état civil : Charles Jules Vaillant. 
Son nom est gravé sur le Mémorial de radiologie (de), qui commémore les pionniers et martyrs de la radioactivité (physiciens, chimistes, médecins, infirmiers, laborantins etc), victimes parmi les premiers utilisateurs des rayons X dans le monde entier. Le mémorial qui comportait à l'origine 159 noms a été érigé dans le jardin de l'ancien hôpital Saint-Georges (de) à Hambourg (Allemagne) et a été inauguré le 4 avril 1936. 

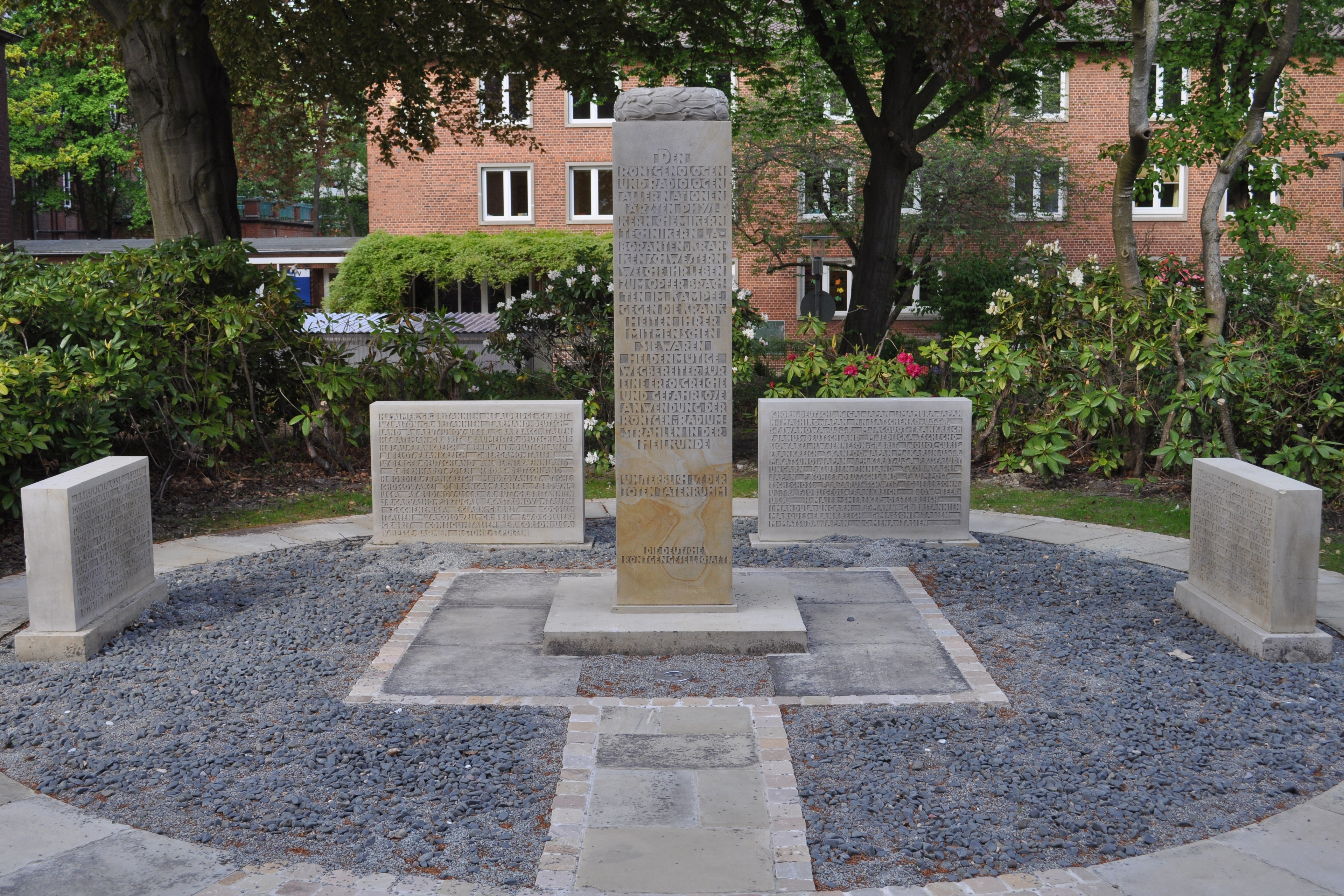
Mémorial de radiologie, Clinique Asklepios Saint-Georges à Hambourg, (Allemagne)

## Distinctions
Charles Vaillant a été décoré de :
- Grand officier de l'ordre de la Couronne
- Commandeur de l'ordre de Léopold
- Commandeur de l'Ordre Polonia Restituta
- Grand officier de la Légion d'honneur (décret du 12 juillet 1934)